# 1940年10月16日月食
1940年10月16日月食为一次在协调世界时1940年10月16日出現的半影月食。該次月食半影食分為0.742、全影食分為-0.371。

## 概述
這次月食的食分是1.43。

## 基本參數
- 類型：半影月食
- 食甚資料：
  - 日期：1940年10月16日
  - 時間：8:01
  - 月球位置：赤經1.43度、赤緯7.8度
  - 食分：半影食分：0.742、全影食分：-0.371

## 外部連結
- NASA月食專頁（页面存档备份，存于）（英文）